# Mistrzostwa Europy U-19 w Piłce Nożnej 2018
Mistrzostwa Europy U-19 w piłce nożnej 2018 – turniej piłkarski, który odbył się w dniach 16–29 lipca 2018 roku w Finlandii. Była to 17. edycja tych rozgrywek, po zmianie jej formuły w 2002 roku z Mistrzostw Europy U-18 na U-19.
W turnieju mogli brać udział wyłącznie piłkarze urodzeni po 1 stycznia 1999 roku.
Jak w czasie każdych Mistrzostw rozgrywanych w latach parzystych również i ten turniej był jednocześnie kwalifikacjami do Mistrzostw Świata U-20 w Piłce Nożnej 2019, które odbyły się w Polsce. Awans do turnieju finałowego Mistrzostw Świata przysługiwał 5 najlepszym reprezentacjom ze strefy UEFA i dodatkowo Polsce jako gospodarzowi Mistrzostw Świata.

## Kwalifikacje
Do eliminacji przystąpiło łącznie 55 federacji piłkarskich zrzeszonych w UEFA (po raz pierwszy udział brała reprezentacja Kosowa). Eliminacje do turnieju głównego zostały przeprowadzone w dwóch fazach. W pierwszej fazie kwalifikacyjnej 52 reprezentacje (zwolnieni z udziału w tej fazie byli tylko gospodarze Finlandia oraz dwie najwyżej sklasyfikowane reprezentacje w rankingu UEFA - Hiszpania i Portugalia, które automatycznie awansowały do drugiej fazy) zostały podzielone na dwa koszyki po 26 zespołów. Losowanie grup eliminacyjnych zostało przeprowadzone 13 grudnia 2016 roku w Nyonie. Do każdej z 13 wylosowanych grup trafiły po dwie drużyny z każdego koszyka. Mecze tej fazy były rozgrywane w terminie 28 sierpnia - 14 listopada 2017 roku, w formie „mini-turniejów”, gdzie w każdej grupie jeden z krajów był gospodarzem i w tym kraju rozgrywano wszystkie mecze. Awans do drugiej fazy turnieju uzyskiwały dwie najlepsze drużyny z każdej grupy.
W drugiej fazie kwalifikacyjnej drużyny zostały podzielone na cztery koszyki po siedem zespołów (w tej fazie do rywalizacji dołączyli Hiszpanie i Portugalczycy) i w ten sposób wylosowanych zostało siedem grup eliminacyjnych. Losowanie odbyło się 6 grudnia 2017 roku w Nyonie. Sposób przeprowadzenia eliminacji był identyczny, jak w pierwszej fazie, przy czym tylko najlepsza drużyna z każdej grupy kwalifikowała się do turnieju finałowego.

## Finaliści
| Finalista  | Sposób kwalifikacji                              |
| ---------- | ------------------------------------------------ |
| Finlandia  | Awans jako gospodarz                             |
| Norwegia   | 1. miejsce w grupie A rundy elitarnej eliminacji |
| Anglia     | 1. miejsce w grupie B rundy elitarnej eliminacji |
| Włochy     | 1. miejsce w grupie C rundy elitarnej eliminacji |
| Ukraina    | 1. miejsce w grupie D rundy elitarnej eliminacji |
| Portugalia | 1. miejsce w grupie E rundy elitarnej eliminacji |
| Francja    | 1. miejsce w grupie F rundy elitarnej eliminacji |
| Turcja     | 1. miejsce w grupie G rundy elitarnej eliminacji |

## Losowanie
Losowanie grup fazy grupowej odbyło się 30 maja 2018 roku w Vaasa. Ośmiu finalistów zostało podzielonych na dwie grupy po cztery zespoły. Nie było żadnych rozstawień przed losowaniem, jedynie Finowie jako gospodarze zostali przydzieleni automatycznie do grupy A.

## Stadiony
Turniej rozgrywany był w dwóch miastach Vaasa i Seinäjoki.
| Seinäjoki        | SeinäjokiVaasa | Vaasa                         |
| ---------------- | -------------- | ----------------------------- |
| OmaSP Stadion    | SeinäjokiVaasa | Hietalahden jalkapallostadion |
| Pojemność: 5,672 | SeinäjokiVaasa | Pojemność: 5,572              |
|                  | SeinäjokiVaasa |                               |

## Sędziowie
Łączna liczba 6 sędziów, 8 asystentów i 2 sędziów technicznych została powołana do prowadzenia spotkań turnieju.
| Sędziowie - Manuel Schüttengruber - Jonathan Lardot - Bartosz Frankowski - Andrew Dallas - Juan Martinez Munuera - Sandro Schärer | Asystenci sędziów - Damir Lazić - Bojan Zobenica - Daniel Norgaard - Aron Härsing - Bryngeir Valdimarsson - Alexandru Cerei - Joakim Nilsson - Ian Bird | Sędziowie techniczni - Ville Nevalainen - Petri Viljanen |

## Faza grupowa
| Kolory w tabeli grup                                                                        |
| ------------------------------------------------------------------------------------------- |
| Awans do półfinału Mistrzostw Europy oraz prawo gry w Mistrzostwach Świata U-20 w 2019 roku |
| Awans do barażu o prawo gry w Mistrzostwach Świata U-20 w 2019 roku                         |

Zasady ustalania kolejności w tabeli:
1. liczba zdobytych punktów w całej rundzie;
2. liczba punktów zdobyta w meczach bezpośrednich;
3. różnica bramek w meczach bezpośrednich;
4. liczba bramek strzelonych w meczach bezpośrednich;
5. różnica bramek w całej rundzie;
6. liczba zdobytych bramek w całej rundzie;
7. pozycja w rankingu Fair play;
8. losowanie

### Grupa A
| Zespół          | Pkt | M | W | R | P | Br+ | Br- | +/- |
| --------------- | --- | - | - | - | - | --- | --- | --- |
| Włochy U-19     | 7   | 3 | 2 | 1 | 0 | 5   | 3   | +2  |
| Portugalia U-19 | 6   | 3 | 2 | 0 | 1 | 8   | 4   | +4  |
| Norwegia U-19   | 4   | 3 | 1 | 1 | 1 | 5   | 6   | -1  |
| Finlandia U-19  | 0   | 3 | 0 | 0 | 3 | 2   | 7   | −5  |

| 16 lipca 2018 15:00 CET | Norwegia U-19 · Markovic 82' | 1:3(0:2)Raport | Portugalia U-19 · Trincão 24', 90+3' · Luís 41' | Hietalahden jalkapallostadion, Vaasa Sędzia: Manuel Schüttengruber |
|                         |                              |                |                                                 |                                                                    |

| 16 lipca 2018 20:00 CET | Finlandia U-19 | 0:1(0:1)Raport | Włochy U-19 · Zaniolo 43' | Hietalahden jalkapallostadion, Vaasa Sędzia: Juan Martinez Munuera |
|                         |                |                |                           |                                                                    |

| 19 lipca 2018 18:30 CET | Finlandia U-19 · Vertainen 29' (k.) · Ylätupa 53' | 2:3(1:1)Raport | Norwegia U-19 · Hauge 11' · Botheim 90' · C. Borchgrevink 90+2' | Hietalahden jalkapallostadion, Vaasa Sędzia: Jonathan Lardot |
|                         |                                                   |                |                                                                 |                                                              |

| 19 lipca 2018 20:30 CET | Portugalia U-19 · Luís 69' · Quina 89' | 2:3(0:0)Raport | Włochy U-19 · Capone 53' · Scamacca 78' · Frattesi 84' | Hietalahden jalkapallostadion, Vaasa Sędzia: Bartosz Frankowski |
|                         |                                        |                |                                                        |                                                                 |

| 22 lipca 2018 18:30 CET | Portugalia U-19 · Jota 20' · Gomes 33' · Djú 90+4' | 3:0(2:0)Raport | Finlandia U-19 | Hietalahden jalkapallostadion, Vaasa Sędzia: Sandro Schärer |
|                         |                                                    |                |                |                                                             |

| 22 lipca 2018 18:30 CET | Włochy U-19 · Kean 83' | 1:1(0:0)Raport | Norwegia U-19 · Håland 62' (k.) | OmaSP Stadion, Seinäjoki Sędzia: Andrew Dallas |
|                         |                        |                |                                 |                                                |

### Grupa B
| Zespół       | Pkt | M | W | R | P | Br+ | Br- | +/- |
| ------------ | --- | - | - | - | - | --- | --- | --- |
| Ukraina U-19 | 7   | 3 | 2 | 1 | 0 | 4   | 2   | +2  |
| Francja U-19 | 6   | 3 | 2 | 0 | 1 | 11  | 2   | +9  |
| Anglia U-19  | 4   | 3 | 1 | 1 | 1 | 4   | 8   | -4  |
| Turcja U-19  | 0   | 3 | 0 | 0 | 3 | 2   | 9   | −7  |

| 17 lipca 2018 18:30 CET | Turcja U-19 · Yalçın 2' · Güçlü 57' | 2:3(1:2)Raport | Anglia U-19 · Tanganga 22' · Brereton 45+2' · Embleton 54' | OmaSP Stadion, Seinäjoki Sędzia: Sandro Schärer |
|                         |                                     |                |                                                            |                                                 |

| 17 lipca 2018 20:30 CET | Francja U-19 · Guitane 23' | 1:2(1:1)Raport | Ukraina U-19 · Citaiszwili 13' · Bułeca 86' | OmaSP Stadion, Seinäjoki Sędzia: Andrew Dallas |
|                         |                            |                |                                             |                                                |

| 20 lipca 2018 18:30 CET | Ukraina U-19 · Supriaha 39' | 1:1(1:1)Raport | Anglia U-19 · Tavernier 8' | OmaSP Stadion, Seinäjoki Sędzia: Manuel Schüttengruber |
|                         |                             |                |                            |                                                        |

| 20 lipca 2018 20:30 CET | Turcja U-19 | 0:5(0:3)Raport | Francja U-19 · Guitane 2' · Gouiri 22', 33' · Diaby 58' · Cuisance 90+2' (k.) | OmaSP Stadion, Seinäjoki Sędzia: Juan Martinez Munuera |
|                         |             |                |                                                                               |                                                        |

| 23 lipca 2018 18:30 CET | Ukraina U-19 · Bułeca 8' | 1:0(1:0)Raport | Turcja U-19 | OmaSP Stadion, Seinäjoki Sędzia: Jonathan Lardot |
|                         |                          |                |             |                                                  |

| 23 lipca 2018 18:30 CET | Anglia U-19 | 0:5(0:2)Raport | Francja U-19 · Alioui 28', 56' · Maolida 41' · Gouiri 63', 69' | Hietalahden jalkapallostadion, Vaasa Sędzia: Bartosz Frankowski |
|                         |             |                |                                                                |                                                                 |

## Faza pucharowa
W fazie pucharowej w razie remisu po regulaminowych 90 minutach gry, rozgrywana będzie dogrywka, a jeżeli ona nie przyniesie rozstrzygnięcia o awansie zadecydują rzuty karne. 

### Baraż o prawo gry w Mistrzostwach Świata U-20 w 2019 roku
| 26 lipca 2018 13:00 CET | Norwegia U-19 · Botheim 75' · Markovic 86' · Hauge 89' | 3:0(0:0)Raport | Anglia U-19 | OmaSP Stadion, Seinäjoki Sędzia: Bartosz Frankowski |
|                         |                                                        |                |             |                                                     |

### Półfinały
| 26 lipca 2018 15:00 CET | Ukraina U-19 | 0:5(0:5)Raport | Portugalia U-19 · Correia 2' · Jota 19', 21' · Trincão 28', 30' | Hietalahden jalkapallostadion, Vaasa Sędzia: Manuel Schüttengruber |
|                         |              |                |                                                                 |                                                                    |

| 26 lipca 2018 19:00 CET | Włochy U-19 · Capone 27' · Kean 30' | 2:0(2:0)Raport | Francja U-19 | Hietalahden jalkapallostadion, Vaasa Sędzia: Jonathan Lardot |
|                         |                                     |                |              |                                                              |

### Finał
| 29 lipca 2018 19:30 CET | Włochy U-19 · Kean 75', 76' · Scamacca 107' | 3:4 pd.(0:1, 2:2, 2:3)Raport | Portugalia U-19 · Jota 45+1', 104' · Trincão 72' · Correia 109' | OmaSP Stadion, Seinäjoki Sędzia: Juan Martinez Munuera |
|                         |                                             |                              |                                                                 |                                                        |

## Najlepsi strzelcy
5 goli
- Jota
- Francisco Trincão

4 gole
- Amine Gouiri
- Moise Kean

2 gole
- Rafik Guitane
- Nabil Alioui
- Christian Capone
- Gianluca Scamacca
- Erik Botheim
- Jens Petter Hauge
- Eman Markovic
- Miguel Luís
- Pedro Correia
- Serhij Bułeca

1 gol
- Ben Brereton
- Elliot Embleton
- Japhet Tanganga
- Marcus Tavernier
- Eetu Vertainen
- Saku Ylätupa
- Michaël Cuisance
- Moussa Diaby
- Myziane Maolida
- Davide Frattesi
- Nicolò Zaniolo
- Christian Borchgrevink
- Erling Braut Håland
- Mésaque Djú
- José Gomes
- Domingos Quina
- Metehan Güçlü
- Güven Yalçın
- Władysław Supriaha
- Heorhij Citaiszwili